# Abdelhamid Abdou
Abdelhamid Abdou (àrab: عبد الحميد عبده)  (Egipte, 20 de desembre de 1905 - Alexandria, 11 de juny de 1972) fou un futbolista egipci de la dècada de 1930.
Fou internacional amb la selecció d'Egipte, amb la qual participà en la Copa del Món de futbol de 1934.
Pel que fa a clubs, destacà a El-Olympi.